# Golfo di Botnia
Il golfo di Botnia (in finlandese Pohjanlahti; in svedese Bottniska viken) è il settore settentrionale del Mar Baltico, compreso tra la costa orientale della Svezia e la costa occidentale della Finlandia. Si estende per 725 km e ha una larghezza compresa fra gli 80 e i 240 km, la profondità media è di 60 m e la massima è 295 m. Le isole Åland, che costituiscono una regione autonoma della Finlandia, sono considerate il confine naturale tra il Baltico vero e proprio ed il golfo di Botnia.
Riceve le acque di molti fiumi, che riducono notevolmente la salinità tanto che nel suo estremo settentrionale vi si trovano pesci d'acqua dolce. L'ecosistema di acqua salmastra è simile a quello degli estuari dei fiumi. A causa della ridotta salinità il golfo ghiaccia più rapidamente, ed è il primo tratto del Mar Baltico a ghiacciare nei mesi invernali.

## Origini del nome
Il nome Botnia è la latinizzazione della parola norrena botn, che significa "inferiore".

## Storia
Il golfo non era conosciuto dai geografi antichi e medievali ed ancora nel 1427 non era indicato dal cartografo danese Claudius Clavus, nemmeno nella mappa di Hartmann Schedel, stampata nel 1493. La prima mappa, in cui è stato delineato il golfo, sebbene senza nome, è quello di Nicolaus Germanus dell'anno 1482.

## Fiumi
I principali fiumi che sfociano nel golfo di Botnia sono:
- Indalsälven
- Ångermanälven
- Ume
- Skellefte
- Pite
- Lule
- Kalix
- Torne
- Kemijoki
- Oulujoki
- Kokemäenjoki

## Città
Le principali città affacciate sul golfo di Botnia sono:
- Luleå
- Umeå
- Härnösand
- Sundsvall
- Gävle
- Pori
- Vaasa
- Oulu